# Ophiura aurantiaca
Ophiura aurantiaca è un echinoderma appartenente al genere Ophiura.